# 綠台站
綠台站（日语：／ Midoridai eki */?）位於日本千葉縣千葉市稻毛區綠町，是京成電鐵千葉線的鐵路車站。車站編號是KS56。

## 年表
- 1923年（大正12年）2月22日 - 車站啟用，當時稱為濱海岸站。
- 1942年（昭和17年）4月1日 - 開設東京帝國大學第二工學部，車站改稱為帝大工學部前站。
- 1948年（昭和23年）4月1日 - 車站改稱為工學部前站[2]。
- 1951年（昭和26年）5月1日 - 車站改稱為黑砂站[3]。
- 1971年（昭和46年）10月1日 - 車站改稱為綠台站。

## 車站構造
本站是相對式月台2面2線地面車站。月台間有站內平交道。
| 月台 | 路線   | 方向 | 目的地                              |
| ---- | ------ | ---- | ----------------------------------- |
| 1    | 千葉線 | 下行 | 津田沼、上野、 成田機場、松戶線方向 |
| 2    | 千葉線 | 上行 | 千葉中央、千原台方向                |

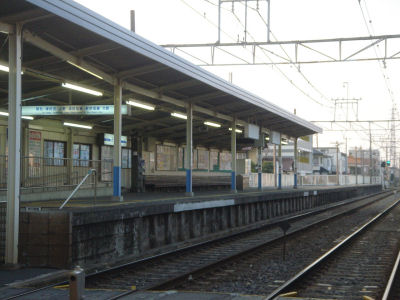
1號線月台（2007年2月）
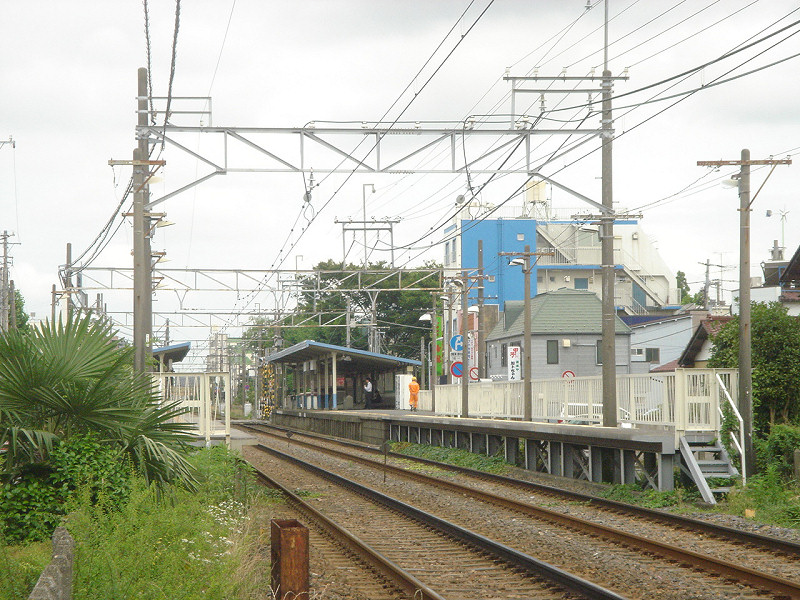
月台（津田沼側）（2008年6月）

## 使用情況
2017年度一日平均上下車人次為7,524人，京成線內69個車站當中排行第43位。
近年一日平均上車人次推移如下表。
| 年度               | 一日平均 上下車人次 | 一日平均 上車人次 |
| ------------------ | ------------------- | ----------------- |
| 2003年（平成15年） | 6,368               | 3,233             |
| 2004年（平成16年） | 6,503               | 3,242             |
| 2005年（平成17年） | 6,384               | 3,185             |
| 2006年（平成18年） | 6,353               | 3,165             |
| 2007年（平成19年） | 6,527               | 3,254             |
| 2008年（平成20年） | 6,637               | 3,313             |
| 2009年（平成21年） | 6,593               | 3,297             |
| 2010年（平成22年） | 6,579               | 3,284             |
| 2011年（平成23年） | 6,482               | 3,239             |
| 2012年（平成24年） | 6,608               | 3,302             |
| 2013年（平成25年） | 6,896               | 3,449             |
| 2014年（平成26年） | 6,911               |                   |
| 2015年（平成27年） | 7,069               |                   |
| 2016年（平成28年） | 7,227               |                   |
| 2017年（平成29年   | 7,524               |                   |

## 車站周邊
- 千葉大學
- 敬愛大學（稻毛校區）
- 千葉經濟大學

車站周邊有許多以大學生為對象的公寓與餐廳，是典型的學生街。
- 東日本旅客鐵道（JR東日本）西千葉站 - 步行6分鐘。可參照西千葉站#車站周邊。
- 千葉市立綠町小學校
- 千葉市立彌生小學校（日语：千葉市立弥生小学校）
- 千葉市立綠町中學校（日语：千葉市立緑町中学校）
- 千葉綠町郵局
- 京葉銀行（日语：京葉銀行）綠台分行

## 相鄰車站
京成電鐵
 千葉線
京成稻毛（KS55）－綠台（KS56）－西登戶（KS57）

## 外部連結
- 綠台｜電車與車站資訊｜京成電鐵
- 綠台站PDF - 京成電鐵